# Kālonaiki
Kālonaiki était un noble hawaïen; le chef d'Oahu. Il est mentionné dans les chants antiques.

## La vie
Kālonaiki est né sur l'île d'Oʻahu. La généalogie de Kālonaiki est donnée en chants hawaïens. Il était un descendant de dame Maelo de Kona comme un fils du prince Kālonanui et sa femme, qui a été appelé Kaipuholua. Le père de Kālonanui était le roi Maʻilikākahi d'Oʻahu.
Après la mort de son grand-père Maʻilikākahi, Kālonaiki devint le chef d'Oʻahu. Son frère Kalamakua est devenu le chef de Halawa.
Kālonaiki avait épousé une femme connue sous le nom de Kikenui-a-ʻEwa (ou Kikinui-a-ʻEwa); sa généalogie est inconnue, mais on croit qu'elle était un descendant du chef nommé Ewaulialaakona. Leurs fils étaient le roi Piliwale et le chef Lō-Lale.